# La Chapelle-Biche
La Chapelle-Biche är en kommun i departementet Orne i regionen Normandie i nordvästra Frankrike. Kommunen ligger i kantonen Flers-Sud som tillhör arrondissementet Argentan. År 2022 hade La Chapelle-Biche 532 invånare.

## Befolkningsutveckling
Antalet invånare i kommunen La Chapelle-Biche
| Referens: INSEE |